# Relations entre le Luxembourg et la Roumanie
Les relations diplomatiques et économiques entre la Roumanie et le Grand-Duché de Luxembourg sont fondées sur des liens historiques, linguistiques et culturels, les relations se déroulant au niveau bilatéral et européen. Les relations amicales ont été consolidées par le fait qu'une partie des colons germanophones installés à Sibiu et Sighişoara aux 12e et 13e siècles et dans la région du Banat au 18e siècle étaient originaires de la région du Luxembourg. 

## Relations diplomatiques
Les relations diplomatiques entre la Roumanie et le Grand-Duché de Luxembourg furent établies au début du 20e siècle. Le 5 décembre 1910, le roi Carol Ier de Roumanie nomme Trandafir D. Djuvara, ministre-plénipotentiaire à Bruxelles, en tant qu’envoyé extraordinaire auprès du Grand-Duc Guillaume IV de Luxembourg. En janvier 1921, la Grande-Duchesse Charlotte nomme son premier représentant à Bucarest, le consul François Nothumb. Les relations diplomatiques, interrompues durant la Seconde Guerre mondiale, reprennent à la Libération et en 1947, le gouvernement luxembourgeois charge Yvan Cahen Franck de représenter ses intérêts.
Les relations diplomatiques entre les deux pays furent élevées au rang d’ambassade le 12 novembre 1966, et renforcées par des visites au sommet, comme celle du président roumain à Luxembourg, en 1972 et celle du Grand-Duc Jean à Bucarest, en 1976 . Cependant, la Roumanie fut toujours représentée par l’ambassadeur résidant à Bruxelles. En 1990, lorsque la Roumanie s’engage dans sa transition démocratique, elle inaugure une ambassade résidente au Luxembourg en août 1991. En 1995, le Grand-Duché de Luxembourg accrédita son premier ambassadeur en Roumanie, résidant à Athènes. Aujourd’hui, le Grand-Duché de Luxembourg dispose d’un consulat honoraire à Bucarest et d'un consulat honoraire à Sibiu.  
Le soutien continu du Grand-Duché, encourageant l’intégration euro-atlantique de la Roumanie, souligne la relation bilatérale extraordinaire des pays. Le dialogue bilatéral s'est fortement développé ces dernières années avec la conférence de haut niveau sur le Partenariat oriental, soutenue le 9 avril 2019 à Luxembourg en marge de la Présidence roumaine du Conseil de l'UE, la visite d'État du président roumain Klaus Werner Iohannis au Luxembourg le 6 et 7 juin 2016, ou la visite du Grand-Duc Henri et de la Grande-Duchesse Maria Teresa en Roumanie en 2004 et 2007.

## Relations économiques
La Roumanie et le Luxembourg ont un grand potentiel de coopération économique, le Grand-Duché étant l'un des principaux investisseurs étrangers en Roumanie. L’objectif pour l'avenir est d’étendre la coopération économique et commerciale à des domaines d'intérêt commun moins explorés jusqu'à présent, comme la haute technologie, la numérisation, l’innovation et le tourisme.  
En 2020, le volume des échanges commerciaux entre la Roumanie et le Luxembourg s'est élevé à 134,94 millions d'euros, selon les données du département du commerce extérieur du ministère roumain de l'Economie. Les exportations roumaines se sont élevées à 26,31 millions d'euros, tandis que les importations ont atteint 89,99 millions d'euros. En ce qui concerne les investissements sur le marché roumain, en 2021, le Luxembourg occupait la septième place parmi les investisseurs étrangers, avec 2,38 milliards d'euros, se concentrant surtout sur l’industrie, les télécommunications, la construction et l’agriculture.